# 244 Sita
244 Sita је астероид главног астероидног појаса. Приближан пречник астероида је 10,95 km,
а средња удаљеност астероида од Сунца износи 2,174 астрономских јединица (АЈ).
Инклинација (нагиб) орбите у односу на раван еклиптике је 2,843 степени, а орбитални период износи 1170,997 дана (3,206 године). Ексцентрицитет орбите астероида износи 0,137.
Апсолутна магнитуда астероида износи 12,20 а геометријски албедо 0,194.
Астероид је откривен 14. октобра 1884. године.